# Бранець землі
Бранець землі (рос. Пленник земли; англ. A Captive In The Land) — радянсько-американський художній фільм 1990 року, знятий режисером Джоном Беррі. Екранізація твору, автор якого — Джеймс Олдрідж.

## Сюжет
Американські льотчики помітили зазнав катастрофи радянський літак. Оскільки зв'язку з базою не було через магнітну бурю, а приземлення на місці катастрофи було неможливо, вони відлетіли за допомогою, викинувши з парашутом одного з членів свого екіпажу. Добравшись до розбитого літака, американець знайшов єдиного, що залишився в живих російського, важко пораненого і не здатного пересуватися. Вони будуть разом боротися за існування протягом довгої полярної ночі.

## У ролях
- Сем Вотерстон — Ройс
- Олександр Потапов — Авер'янов
- Кейр Джіллз
- Віктор Ігнатьєв — чукча
- Альберт Кондратьєв
- Люція Джангаліева
- Софрон Єфімов
- А. Ліелісе
- Олексій Іващенко — льотчик
- Леонід Трегуб — льотчик

## Знімальна група
- Сценарій : Джон Беррі, Лі Ґолд, Джеймс Олдрідж
- Режисер : Джон Беррі
- Оператори : П'єр-Вільям Ґлен, Олег Сологуб
- Композитор : Білл Конті
- Художники : Олександр Гіляревський, Юрій Костянтинов